# 南宁市第二中学
广西壮族自治区南宁市第二中学（英語：Nanning No.2 High School），简称南宁二中，是一所全日制普通高级中学。
学校创建于1906年，是广西壮族自治区首批重点中学，首批示范性高中。1992年被列为中国名校，2005年获“中国百强中学”称号。

## 创校历史[2]

### 创立初期
清末光绪年间，在全国“废科举、兴学堂”的口号影响下，南宁府知府杜庆元为适应民愿，于公元1905年（清末光绪三十一年）在南宁主持成立学务公所，并委任李祖若、黄居邕为正副所长，负责筹办学堂。1906年（光绪三十二年）4月，在南宁市民生码头附近，南宁府中学堂（南宁市第二中学前身）正式成立，学堂堂长由知府杜庆元兼任。

### 中华民国时期

#### 民国初期
1912年，为了适应新文化运动潮流，南宁府中学堂改名为南宁府中学校。
1914年，改称为南宁中学校。
1917年，学校由民生码头搬迁到旧苍西门大街乌龙寺内（现南宁民生路邮电局一带），并更名为广西省立第一中学。
1928年初，学校新校址落成，由旧苍西门大街乌龙寺内搬迁到南宁城外高庙坡新校址（现南宁市第二中学新民校区所在地）。
1928年8月，学校奉广西省教育厅令，初级部称为“广西省立第一中学初级部”，留于旧址；高级部迁往省立第三师范所在地（现为南宁五中）并与其合并，改称为广西省第一中学高级部。
从1930年4月起，广西省立第一中学的校庆日沿用了省立第三师范之校庆日“四月一日”，并沿用至今。
1931年8月，奉广西省署令，省立第一中学高级部与省立第一中学中初级部正式分校，成为两所独立的学校。“广西省立第一中学高级部“改称“广西省立第一高级中学”，广西省立第一中学初级部改称为“广西省立第一初级中学”。
1934年8月，奉广西省政府命，广西省立第一高级中学更名为“广西省立南宁高级中学”,简称“南宁高中”，仍设在原址（今南宁五中所在地）。

#### 抗日战争时期
1938年9月，日军第一次入侵南宁前夕，南宁高中奉省政府命令疏散到隆安县古淮乡马村。
1939年3月，南宁、防城相继沦陷后，南宁高中又紧急疏散至镇结县（现天等县）结安乡。
1940年7月，因战事纷繁，南宁高中再次从镇结县结安乡迁往田阳县那坡圩（旧时县府所在地）。
1941年2月，南宁光复后，按省政府回迁南宁令，南宁高中由田阳县那坡圩迁回南宁植物路广西省政府旧址（今广西军区所在地）复课。
1944年9月，日军第二次入侵南宁，南宁高中原校园再次沦为日军军营。
1944年11月，为保护青年学生的生命安全和保障学校教学任务的完成，政府下令南宁高中、南宁初中、南宁女中分别疏散至隆安南墟乡发立村、隆安下颜乡、来德大隆乡和隆安三宝乡办学。而后，广西省政府又命南宁高中、南宁初中、南宁女中合并成立“广西省立第一联合中学”，校址暂定镇结县(现天等县)凤安乡福速村。
1945年5月26日，南宁再次光复，广西省立第一联合中学迁回南宁高庙坡原省立南宁初中校址复课。
1946年春，广西省立第一联合中学奉省政府令，恢复南宁高中、南宁初中、南宁女中建制和名称，南宁高中留在高庙坡原校址。该年南宁高中共设13个教学班。

### 中华人民共和国时期

#### 建国初期
1950年春，南宁市人民政府决定将南宁高中、邕宁县第一中学、南宁女师（初中部）合并，称南宁中学。
1951年8月，省文教厅决定南宁中学等四所中学为试用苏联5科(俄语、数、理、化、生) 教材的重点学校。
1953年春，“南宁中学”改称“南宁高中”。同年5月，省教育厅选定南宁高中等七校为“重点办好的中学”。
1954年秋，奉上级指令，南宁高中划分为南宁市第二中学和南宁市第三中学。
1963年5月，自治区教育厅提出在26所重点中学里选择包括南宁二中在内的9所高完中作为第一批重点办好的学校。

#### 文化大革命时期
1966年6月，学校基本停课。学生纷纷成立红卫兵组织，并组织开展全国大串联活动。
1968年8月，南宁市红卫兵两大派组织根据中央实行大联合，学校成立了校革命委员会，学校各项工作逐步开始恢复正常。
1968年12月，学校响应毛主席的知识青年上山下乡号召，组织动员1966至1968年高、初中毕业生前往广西百色隆林、西林、凌云以及广西崇左的大新、龙州插队落户，接受贫下中农再教育。
1968年年底，工宣队进驻学校。
1969年4月，学生响应中国共产党中央"复课闹革命"的号召，开始回校复课。
1970年起，学校高层与市属各主管部门联系，建立起了五大学工学农基地。
1974年后，全国掀起反击右倾翻案运动，许多老师和领导在运动中遭受到了严厉批判，学校的教育教学工作再次进入低谷。
1977年，中国政府恢复高考制度。学校决定停办分校，撤回所有师生.
1978年，应南宁市教育局要求，学校将分校所有土地及设施设备完全转交南宁十七中使用。

#### 改革开放时期
1978年10月，学校恢复校长制。
1980年，学校再次被确为广西省级重点中学。
1981年4月，自治区人民政府批准区教育局将189所重点中学调整为96所，其中确定南宁二中等为自治区首先办好的重点中学。
1984年，在处理文革遗留问题时，招回文革期间被下放的教职工。
1992年，由《中国名校》编委会审定的《中国名校》一书将南宁二中列为中国名校的重点中学。
2002年，南宁二中被立为广西示范性普通高中。
2003年，南宁市委、市政府根据南宁城市发展规划，在琅东凤岭经济开发区拨地450亩，规划建设“南宁二中凤岭校区”。
2005年3月8日，凤岭校区建设地点举行项目正式开工建设奠基仪式。
2006年11月11-12日，学校举办建校100周年庆典。
2008年秋季学期，凤岭校区正式投入使用。
2012年4月，南宁二中与世纪桥国际教育集团合作，开设国际班，成立“南宁二中国际部”。
2013年，剑桥大学考试委员会经评审，授权学校成立“南宁二中剑桥国际教育中心”。
2022年6月23日，南宁二中青运校区开工建设。
2024年秋季学期，青运校区正式投入使用。

## 学校简介
现学校在南宁市内有三个校区：新民校区（初中部）、青运校区（初中部）和凤岭校区（高中部）。
新民校区位于新民路29号，处于南宁市中心区，占地面积70亩。凤岭校区位于琅东开发新区，占地面积423亩。东盟校区位于武鸣中国-东盟经济开发区，占地面积约180亩。

## 优秀校友
学生黄天明于1994年夺得国际信息学奥林匹克竞赛金牌。
学生赖柯吉于1997年夺得国际物理学奥林匹克竞赛金牌，于2015年获得美国青年科学家总统奖（英文：Presidential Early Career Award for Scientists and Engineers）。
学生唐珑珂获31届中国数学奥林匹克竞赛一等奖。

## 新民校区
参见南宁二中初中部。

## 凤岭校区
凤岭校区为现常指南宁二中所在地。
校区位于琅东开发新区，占地面积453亩，教学班45个，于2007年秋季学期开始招生。凤岭校区拥有可容纳3000多人寄宿的学生公寓和学生食堂，设有满足新课程教学要求的各类功能教室，有4间高水平实验室，还有心理咨询室3间、心理团体活动室、心理放松室、团体心理辅导室各1间；还有1个400米、1个300米塑胶田径场；20个标准篮球场、11个标准排球场、4个标准网球场、1座体育馆、等运动健身设施，还有计算机校园网主机室及音像制作室等等。

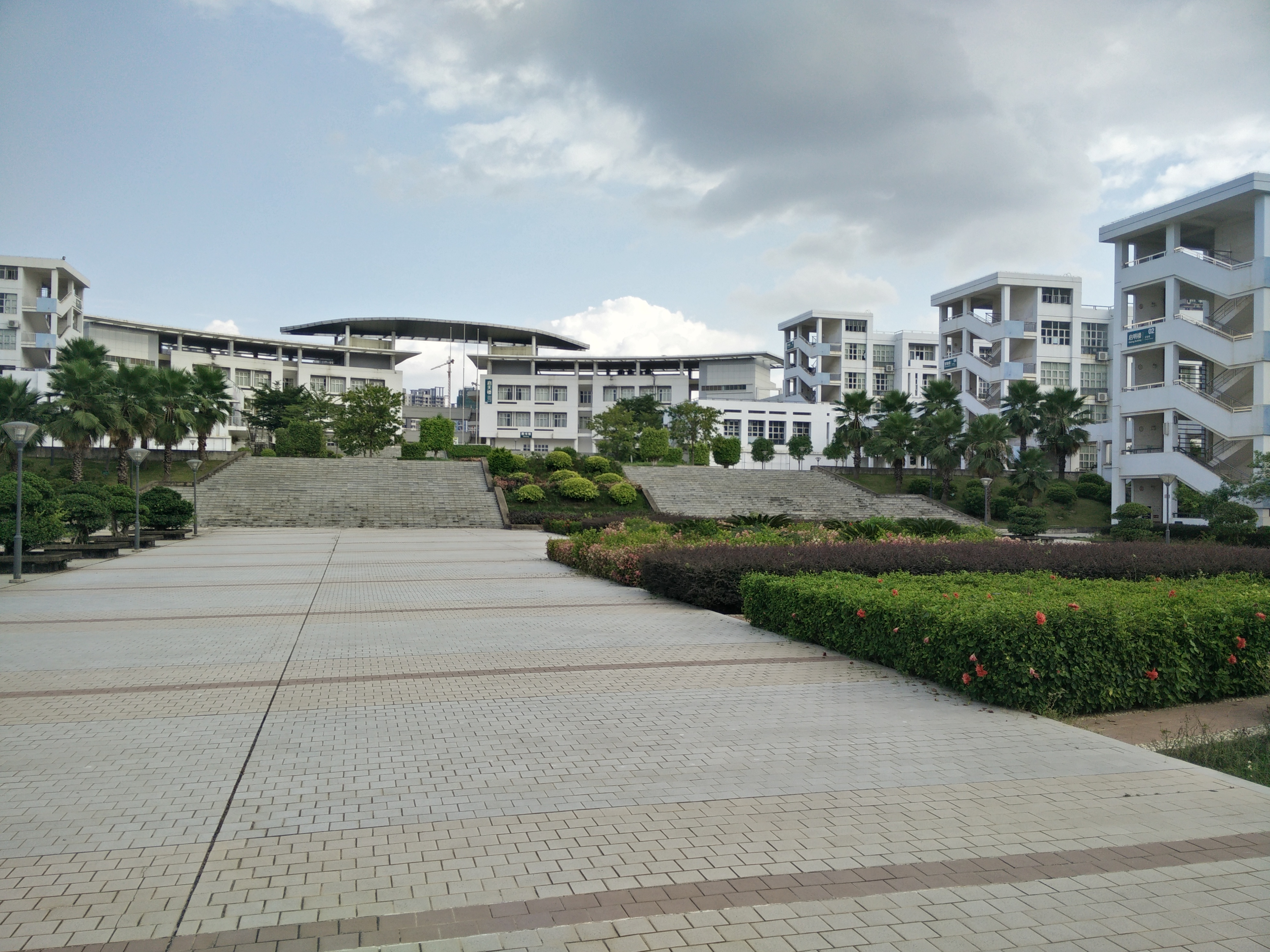
南宁二中凤岭校区内景（图中建筑为综合信息楼）

## 东盟校区
见南宁市东盟中学。

## 引用来源
1. ↑  2007中国百强中学名单：.   [2008-06-23]. （原始内容存档于2008-10-12）.
2. ↑  . www.gxdqw.com.   [2018-06-08]. （原始内容存档于2019-08-09）.
3. ↑  . international.collegeboard.org.   [2018-06-08]. （原始内容存档于2018-06-12） （英语）.
4. ↑  宾艺苑. . 南宁日报. 2022-06-24 （中文（中国大陆））.
5. ↑  . www.nnez.cn.   [2017-02-07]. （原始内容存档于2017-02-08）.
6. ↑  . www.nnsdmzx.com.cn.   [2017-02-07]. （原始内容存档于2020-02-24）.
7. ↑  . stats.ioinformatics.org.   [2018-06-08]. （原始内容存档于2016-01-14）.
8. ↑  . ipho-unofficial.org.   [2018-06-08]. （原始内容存档于2019-08-09）.
9. ↑  . whitehouse.gov. 2016-02-18  [2018-06-08]. （原始内容存档于2020-10-18） （英语）.
10. ↑   (PDF). （原始内容存档 (PDF)于2018-06-12）.
11. ↑  www.jomkeny.com, jomkeny. . www.nnezgjb.com.   [2017-02-08]. （原始内容存档于2017-02-18）.
12. ↑  . www.nnez.cn.   [2017-02-07]. （原始内容存档于2017-02-08）.